# Austràlia al Festival de la Cançó d'Eurovisió
Austràlia participa en el Festival de la Cançó d'Eurovisió de forma ininterrompuda des del seu debut en 2015.
El 10 de febrer de 2015, la Unió Europea de Radiodifusió va confirmar a través de la pàgina web oficial de festival el debut d'Austràlia al Festival de la Cançó d'Eurovisió 2015, la qual va ser la seva primera participació. Austràlia va participar-hi a través de la televisió pública SBS, membre associat però no actiu de la UER. Per tant, Austràlia es va convertir en el primer país no membre de la UER que va participar en el festival.
La participació va estar ideada com un esdeveniment excepcional per un sol any, ja que coincidia amb el 60è aniversari del Festival d'Eurovisió. La UER va citar com a raó de la participació l'existència d'un públic fidel a Eurovisió al país oceànic: una mitjana de 2,7 milions de teleespectadors segueixen el festival a Austràlia en televisió.
Malgrat això, el 17 de novembre de 2015, la UER va confirmar el retorn d'Austràlia i la possibilitat que la seva participació fos permanent al Festival. No obstant això, a diferència de 2015, Austràlia va haver de passar per una semifinal per poder participar en la gran final de 2016. De fet, va passar a la final com a favorita, ja que va finalitzar en segon lloc.
D'altra banda, davant la impossibilitat d'albergar el festival a Austràlia en cas de guanyar, podria triar qualsevol radiotelevisió dels països membres de la Unió Europea de Radiodifusió perquè fes el paper d'amfitriona en el seu nom. No obstant això, el 2020, SBS va arribar a un acord amb RÚV perquè Islàndia fos la seu si Austràlia guanyés alguna edició, fet que va comptar amb el beneplàcit dels governs, de manera que el certamen seria organitzat pels dos països.
Excepte en 2018, les altres quatre participacions australianes al festival (2015, 2016, 2017 i 2019) van quedar entre els deu primers en la gran final. A més, des dels seus començaments, ha rebut la major quantitat de punts dels països nòrdics (amb l'excepció de Finlàndia), i anecdòticament, els països que reben punts d'Austràlia no li solen atorgar molts vots (Bèlgica, Bulgària, Rússia i França, entre d'altres).

## Història prèvia a la participació
La televisió pública australiana SBS va retransmetre el Festival de la Cançó d'Eurovisió per primera vegada el 1983 i des de llavors ha sigut retransmès successivament tots els anys. Des del principi de les retransmissions, el festival va atreure una gran audiència a Austràlia, segurament, com a raó principal, pels llaços culturals i polítics amb Europa.
En 2006 i 2007, la SBS va retransmetre el festival amb els comentaris de la BBC. En 2008, la SBS va tenir la seva pròpia comentarista per primera vegada, Julia Zemiro, qui ha seguit com a comentarista en anys successius. Des del 2009, a Zemiro se li va unir Sam Pang.
Des de 2010, la SBS va permetre a l'audiència participar en el seu propi televot durant les grans finals. Aquests vots no es comptabilitzaven en el concurs i no afectaven al resultat, sinó que perseguien finalitats propagandístiques i lucratives, ja que només es difonien a Austràlia. En 2012, els comentaristes de la SBS i la delegació de la televisió australiana van tenir la seva pròpia cabina de comentaristes per primera vegada dins del recinte del festival, així com en anys successius.

### Retransmissió de 2013
El 14 de maig de 2013, en l'interval de la primera semifinal d'Eurovisió d'aquest any, es va emetre un vídeo al·lusiu al seguiment d'Eurovisió a Austràlia, produït per la SBS.

### Participació simbòlica de 2014
En 2014, la televisió danesa DR, encarregada d'organitzar el festival aquell any, va convidar la SBS a actuar en l'intermedi de la segona semifinal, fora de concurs. La SBS va escollir Jessica Mauboy com a representant d'Austràlia, qui va interpretar la cançó "Sea of Flags".

## Participacions
Llegenda
| Any  | Seu         | Artista            | Cançó                     | Final                 | Punts                 | Semifinal             | Punts                 |
| ---- | ----------- | ------------------ | ------------------------- | --------------------- | --------------------- | --------------------- | --------------------- |
| 2014 | Copenhaguen | Jessica Mauboy     | «Sea of Flags»            | Participació Simbòlic | Participació Simbòlic | Participació Simbòlic | Participació Simbòlic |
| 2015 | Viena       | Guy Sebastian      | «Tonight Again»           | 5                     | 196                   | Finalista automàtic   | Finalista automàtic   |
| 2016 | Estocolm    | Dami Im            | «Sound of Silence»        | 2                     | 511                   | 1                     | 330                   |
| 2017 | Kíev        | Isaiah Firebrace   | «Don't Come Easy»         | 9                     | 173                   | 6                     | 160                   |
| 2018 | Lisboa      | Jessica Mauboy     | «We Got Love»             | 20                    | 99                    | 4                     | 212                   |
| 2019 | Tel-Aviv    | Kate Miller-Heidke | «Zero Gravity»            | 9                     | 284                   | 1                     | 261                   |
| 2020 | Rotterdam   | Montaigne          | «Don't Break Me»          | Festival cancel·lat   | Festival cancel·lat   | Festival cancel·lat   | Festival cancel·lat   |
| 2021 | Rotterdam   | Montaigne          | «Technicolour»            | No es va classificar  | No es va classificar  | 14                    | 28                    |
| 2022 | Torí        | Sheldon Riley      | «Not the Same»            | 15                    | 125                   | 2                     | 243                   |
| 2023 | Liverpool   | Voyager            | «Promise»                 | 9                     | 151                   | 1                     | 149                   |
| 2024 | Malmö       | Electric Fields    | «One Milkali (One Blood)» | No es va classificar  | No es va classificar  | 11                    | 41                    |
| 2025 | Basilea     | Go-Jo              | «Milkshake Man»           | No es va classificar  | No es va classificar  | 11                    | 41                    |